# حور بهشي الأوراق
حور بهشي الأوراق (الاسم العلمي:Populus ilicifolia) هي نوع نباتي يتبع جنس الحور من الفصيلة الصفصافية.  